# Brama Targowa w Elblągu
Brama Targowa w Elblągu – jeden z najbardziej charakterystycznych i rozpoznawalnych zabytków Elbląga. XIV-wieczna budowla stanowiła w przeszłości fragment nieistniejących już murów obronnych miasta.
Obecnie, po remoncie przeprowadzonym w 2006 roku, na jednym z najwyższych pięter powstał taras widokowy, z którego można podziwiać panoramę elbląskiego Starego Miasta. Można stąd również obejrzeć główną arterię starego Elbląga, ulicę Stary Rynek. Brama udostępniana jest do zwiedzania od maja do września, wówczas w Bramie działa punkt Informacji Turystycznej.

## Budowa i remonty
Brama Targowa w Elblągu została zbudowana w XIV wieku jako element miejskiego systemu fortyfikacji. Budowę dolnej części bramy rozpoczęto w roku 1319, natomiast górną część nadbudowano do wysokości obecnej w latach 1420–1430. Od północnej strony zabytku w ciągu dzisiejszej ul. Stoczniowej umieszczona była w przeszłości brama, zwana też Bramą Trzech Wykuszy lub Zewnętrzną Bramą Targową, broniąca dostępu do miasta w nocy, istniejąca do 1775 r. W roku 1639 zawieszono na bramie zegar, sfinansowany w całości przez kupca Isaaka Spieringa, później parokrotnie naprawiany i wymieniany. W 1755 roku na dachu Bramy Targowej pojawił się hełm w stylu barokowym, który ufundowali elblążanie, stworzono również taras widokowy. W roku 1857 zamówiono z Berlina nowy zegar (czynny do 1945 r.), a w 1819 r. wymieniono stare cyferblaty na większe, z pozłacanymi cyframi i wskazówkami. W czasie II wojny światowej Brama mocno ucierpiała. Prace nad odbudową rozpoczęto w grudniu 1948 roku, a ukończono w połowie sierpnia 1949 r. Odbudowano ją w kształcie średniowiecznym (najbardziej charakterystyczną zmianą w wyglądzie jest powrót do starej formy dachu czterospadowego). W roku 2000 na bramie pojawił się zegar – bliźniaczo podobny do tego, jaki widać na elbląskich pocztówkach z okresu międzywojennego, nieco tylko mniejszy. Chronometr ufundował miastu Ortwin Runde – nadburmistrz Hamburga, który urodził się w Elblągu. Generalny remont zabytku został przeprowadzony w 2006 roku. Odnowiono fasadę, odrestaurowano elementy architektury oraz przystosowano pomieszczenia wewnątrz bramy dla potrzeb Fundacji Elbląg. Wieczorami obiekt widać w blasku iluminacji świetlnej. W miejscu, gdzie niegdyś przejeżdżał pod Bramą tramwaj, spółka Tramwaje Elbląskie ułożyła fragment torów, aby przypominały mieszkańcom Elbląga oraz turystom dawny szlak komunikacyjny w mieście.

## Historia

### Funkcje Bramy Targowej w średniowieczu
Od czasów powstania zabytek stanowił istotną część miejskich fortyfikacji oraz jedną z głównych bram wjazdowych do Elbląga. Od momentu powstania Brama służyła elbląskim mieszczanom, którzy nie zwracali szczególnej uwagi na jedną z kilku bram w murach obronnych. Ich podejście do dzisiejszego symbolu miasta zmieniło się wraz z najazdem rycerzy zakonu krzyżackiego.

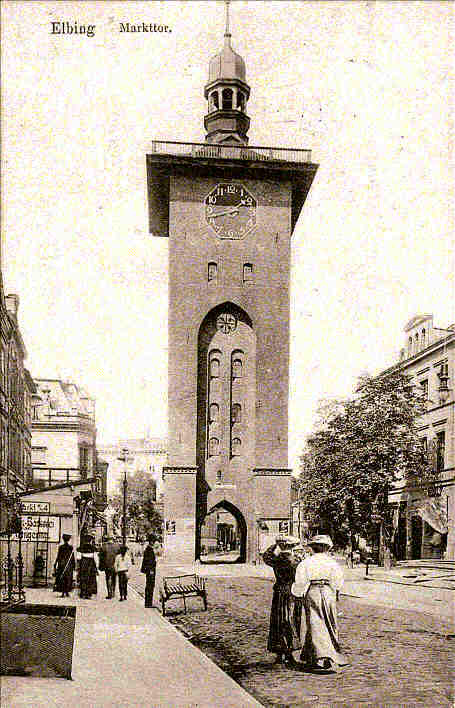
Brama Targowa około roku 1900

### XIX i XX wiek
W 1805 roku planowano wyburzenie Bramy Targowej. Bramę uratowali mieszczanie, którzy wystąpili z petycją do władz miejskich o zachowanie budynku ze względu na publiczny zegar, który widoczny był z dużej odległości. Dodatkowym argumentem był znajdujący się na wieży punkt obserwacyjny straży pożarnej. W latach 1818–1819 przeprowadzono gruntowny remont bramy. 23 listopada 1895 w Elblągu uruchomiono dwie pierwsze linie tramwajowe. Tory linii nr 2 przebiegały wzdłuż ulicy Stary Rynek, biegnąc pod zabytkiem. Tramwaj jeździł pod Bramą Targową do roku 1945. 1 czerwca 1946 wznowiono w Elblągu ruch tramwajowy, po wojnie linia nr 2 także przebiegała pod bramą.

### Okres Polski Ludowej
Po zniszczeniach z lutego 1945 roku nowy czterospadowy dach decyzją konserwatora Jana Borowskiego zrekonstruowano w 1948 roku na wzór znany z widoków z XVII wieku. Okres powojenny nie sprzyjał Bramie. Zapomniany i zaniedbany obiekt niszczał. Budynki otaczające Bramę (takie jak Willa Biały Dom i zabudowania ulicy Stary Rynek) zostały zburzone i wieża długi czas stała samotnie. Ze względu na niebezpieczeństwo opuszczono dwie kraty, uniemożliwiając wstęp do budynku mieszkańcom. Od 1968 roku tramwaje nie jeźdżą pod Bramą Targową, a linia nr 2 została przeniesiona na ul. Pocztową.

### III Rzeczpospolita
Wskutek wydawania pieniędzy z budżetu miasta na bardziej pilne inwestycje Brama pozostawała przez pewien czas w zaniedbanym stanie. Po wstąpieniu Polski do Unii Europejskiej samorządy lokalne zyskały szansę współfinansowania niektórych projektów ze środków pomocowych. Wykorzystując takie wsparcie, władze miasta Elbląga sfinansowały w 2006 roku remont obiektu.

## Elbląski piekarczyk

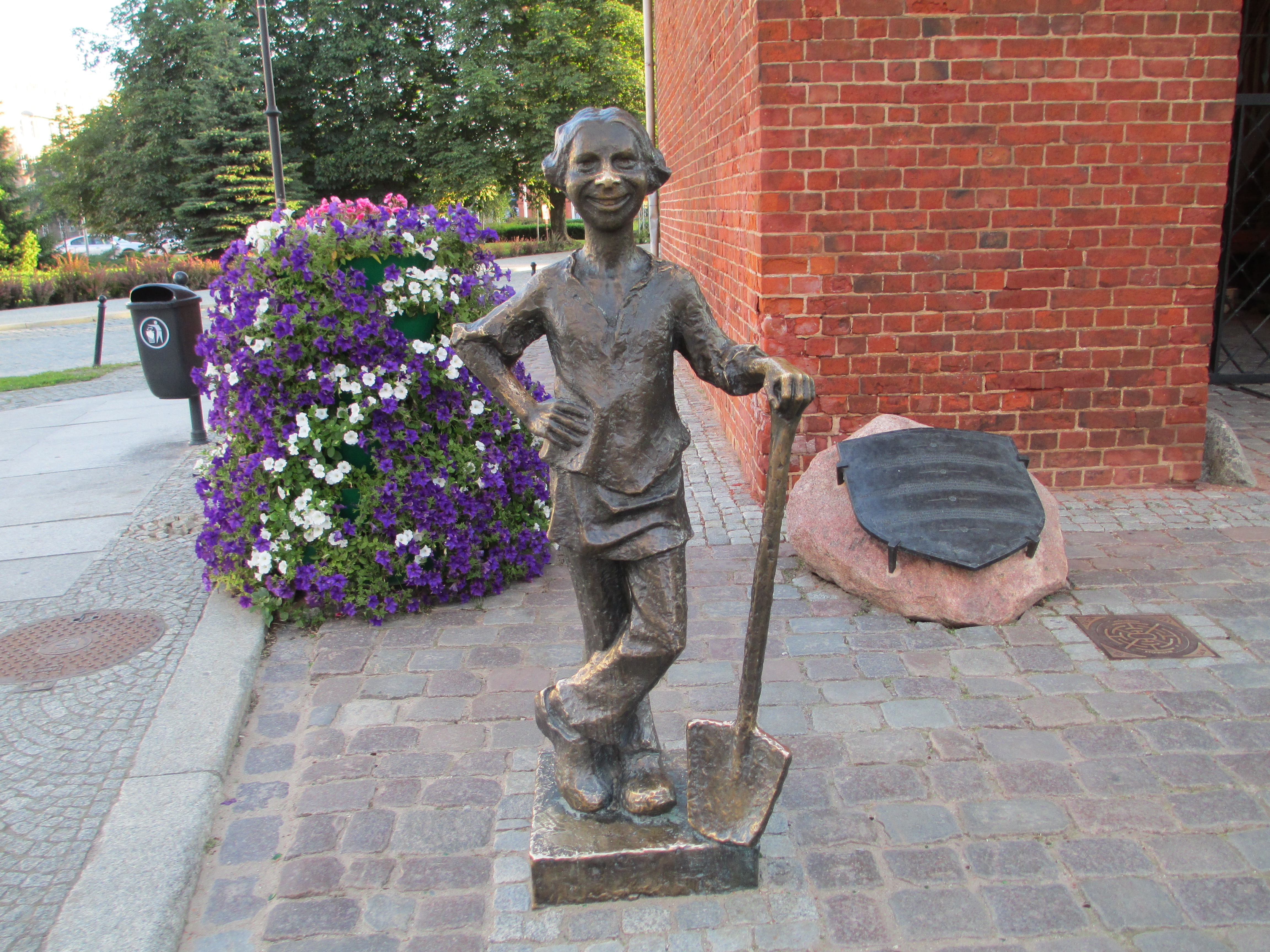
Pomnik Piekarczyka przed Bramą Targową

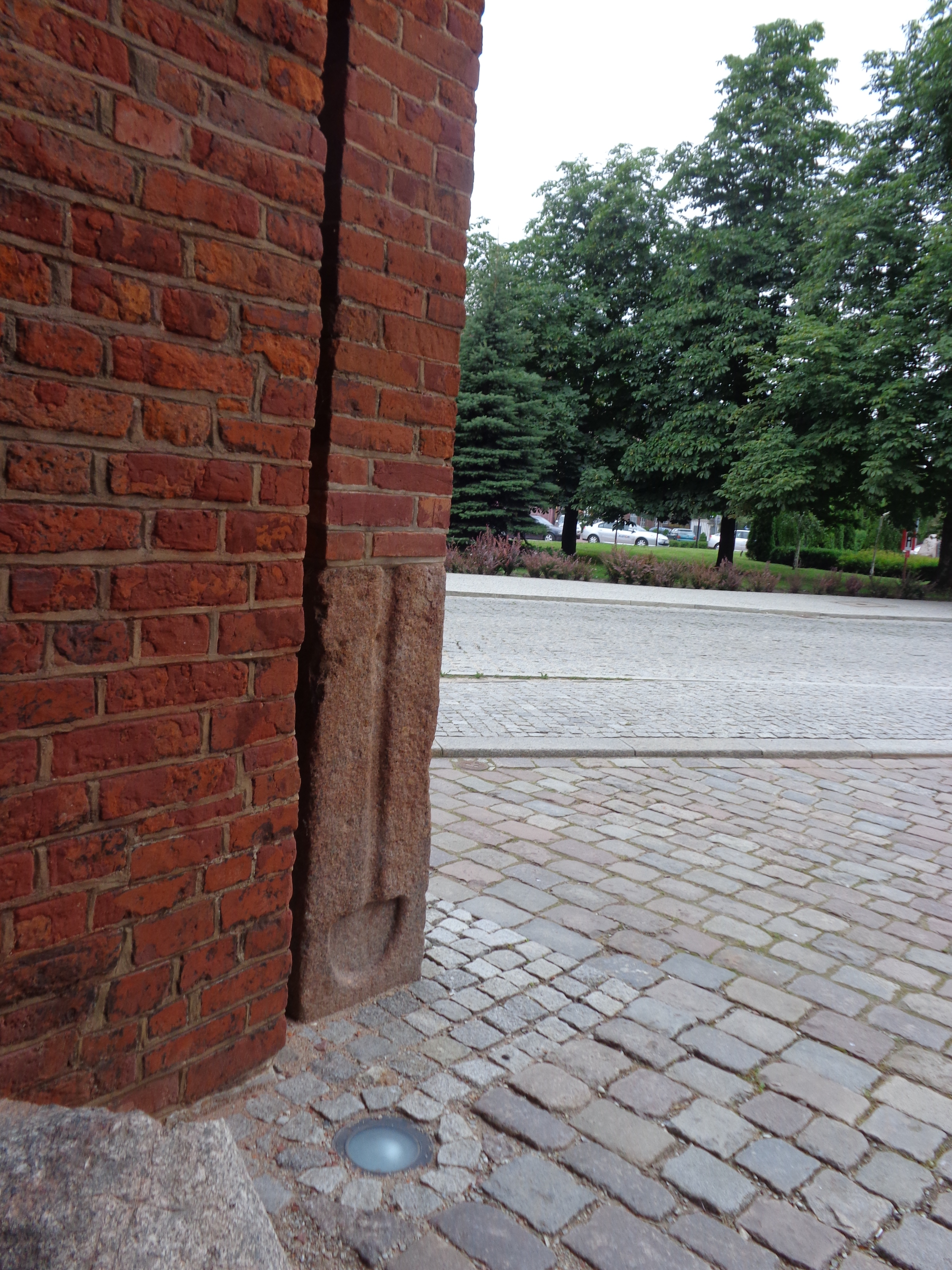
Odcisk łopaty Piekarczyka

Dnia 8 marca 1521 roku udało się uratować miasto przed najazdem Krzyżaków. Wiąże się z tym wydarzeniem legenda, która została opisana poniżej. Mimo iż nie do końca wierzymy dziś w historię o elbląskim piekarczyku, faktem jest, że dolna część bramy, od strony północnej, wzmocniona jest granitowymi płytami (odbojami), w których wykuto – na polecenie króla Zygmunta Starego – wzór łopaty piekarczyka. Dzień 8 marca do I rozbioru Polski był w Elblągu miejskim świętem.

### Legenda o piekarczyku
W czasie wojny polsko-krzyżackiej Krzyżacy postanowili zdobyć Elbląg, który był bogatym i silnym gospodarczo ośrodkiem. Legenda głosi, że zakonni rycerze próbowali dostać się do miasta nocą, aby zaskoczyć śpiących elblążan. Jednym z niewielu mieszkańców, który nie spał, był młody piekarczyk. W czasie wypieku chleba postanowił zaczerpnąć świeżego powietrza i wspiął się na mury obronne. Kiedy zauważył, że wróg nadjeżdża od północnej bramy, zwanej dziś Bramą Targową, podbiegł do niej i przeciął linę, która utrzymywała kratę broniącą dostępu do miasta; zrobił to łopatą do wyciągania pieczywa z pieca. Ta natychmiast opadła, uniemożliwiając zdobycie miasta przez Krzyżaków. Zaalarmowani elblążanie odparli atak wojsk zakonnych, a młody piekarczyk stał się bohaterem miasta. Na pamiątkę tego wydarzenia, od północnej strony bramy, na jej fasadzie widnieją dwa odciski łopaty piekarczyka.

### Piekarczyk i fakty historyczne
Był rok 1521. Od kilku lat toczyła się wojna między wielkim mistrzem zakonu krzyżackiego Albrechtem a królem Polski Zygmuntem Starym. W tym czasie Elbląg był miastem przygranicznym, które od czasów pokoju toruńskiego należało do Rzeczypospolitej. W trakcie tej wojny szczęście sprzyjało raz jednej, raz drugiej stronie. Wojska zakonu zajęły Braniewo, natomiast Polacy opanowali zamek w Pasłęku.
Elbląg, jako bogaty ośrodek handlu, leżący tuż przy granicy, był ważnym punktem strategicznym. Wielki Mistrz postanowił więc zdobyć miasto. W tym celu 4 marca 1521 roku z Królewca wyruszyło w stronę Elbląga 2 tysiące zbrojnych pod wodzą Kaspra von Schwalbacha i Moritza von Knebel.
Mimo wcześniejszych ostrzeżeń miasto było słabo pilnowane. Straże, zwykle czujne, drzemały znużone uroczystościami obchodzonymi w mieście do późnych godzin nocnych. Rankiem 8 marca, kiedy mgły zaczęły okrywać okoliczne pola, przekupieni zdrajcy napadli na straże, opuścili zwodzony most i otworzyli ciężkie dębowe bramy. Krzyżacy jak lawina runęli na miasto. Knechtów zakonnych jako pierwszy ujrzał miejski kowal Antoni Boran. Zwołał on ludzi, którzy wspólnymi siłami próbowali unieść zwodzony most.
Rozgorzała walka. Most runął do fosy. Nie przeszkodziło to jednak nacierającym rycerzom. Ponadto w mieście znalazła się już znaczna grupa zbrojnych. Inni nadciągali i lada chwila powinni dostać się w obręb murów miasta. Na Starym Rynku zaroiło się. Od strony miasta zbliżały się szybkie, głośne kroki biegnących ludzi. To nieliczna załoga grodu spieszyła na pomoc. Kilkudziesięciu mieszczan wdarło się na wieżę Bramy Targowej, z której zrzucili na napastników kamienie, belki, gorącą smołę oraz popiół, dzięki czemu chwilowo zatrzymali atakujących. W odległości kilkuset metrów od bramy pojawiła się wtedy zwarta kolumna pozostałych sił krzyżackich.
Wtedy spośród tłumu wystąpił nieznany nikomu czeladnik piekarski. Kiedy nacierająca kolumna była już kilkadziesiąt metrów od bramy, zaczął on swą piekarską łopatą ciąć grube sznury, na których wisiała dębowa krata znajdująca się w bramie. Piekarczyk uderzał łopatą raz po raz, aż sznury zaczęły pękać. Wreszcie drgnęła ciężka, nabijana żelaznymi ćwiekami krata i osunęła się na dół, przygniatając pierwsze szeregi knechtów, którzy zdążyli już wejść w głąb bramy. Krzyżacy odstąpili od murów miasta. Ci, którzy byli już w mieście, po krótkiej walce musieli się poddać.
Męstwo piekarczyka uczczono piosenką, a łopatę, którą przeciął liny, zawieszono we wnętrzu bramy. Jej cząstki wisiały tam jeszcze przez ponad 250 lat. Również na znak zwycięstwa w bramie wyrzeźbiono znak łopaty, a każdy 8 marca – aż do 1772 roku (do I rozbioru Polski), obchodzono w Elblągu jako święto miejskie. O historii piekarczyka wspomina również Fuchs, co uwiarygadnia, że historia o piekarczyku miała faktycznie miejsce.

## Informacje
- Adres: 82-300 Elbląg, ul. Stary Rynek
- Data powstania:

1319 – początek budowy
1420-1430 – nadbudowanie do obecnej wysokości
1755 – powstanie tarasu widokowego
1818-1819 – remont hełmu, wymiana tarasu i cyferblatów
1889 – remont, omurowanie podstawy bramy
1948-1949 – odbudowa z wojennych zniszczeń
2006 – generalny remont
- Wymiary:

Szerokość i długość podstawy: 1034 × 926 cm
Wysokość dolnej części: 13 m
Wysokość z nadbudowaną górą: 26 m
Liczba stopni: 138
Liczba kondygnacji: siedem
- Zwiedzanie zabytku:

Dni otwarcia: codziennie
Godziny otwarcia: 10-18
Wstęp: bezpłatny